# Västmanlands runinskrifter 22
Västmanlands runinskrifter 22, Vs 22, är en vikingatida runsten av granit i Ulvsta, Harakers socken och Västerås kommun. Runstenen är 0,95 meter hög, 0,65 meter bred och 0,25 meter tjock. Runhöjden är 7-8 centimeter.

## Inskriften
Translitterering av runraden:
... + ytʀ : runfast · bruþur + s͡in : hn :  toþr : i : faru + runo : ... (t)rka
Normalisering till runsvenska:
... æftiʀ ʀunfast, broður sinn. Hann [varð] dauðr i faru ʀuna ... drængia.
Översättning till nusvenska:
...efter Runfast, sin broder. Han blev död på utfärd ... (den bäste av) unga män(?)